# محمود عباس (دراج)
محمود عباس هو دراج مصري، ولد في 20 يناير 1978.

## وصلات خارجية
- محمود عباس على موقع إحصائيات الدراجات الإحترافية (الإنجليزية)
- محمود عباس على موقع أوليمبيديا (الإنجليزية)